# Ау-ин-дер-Халлертау
Ау-ин-дер-Халлертау (нем. Au in der Hallertau) — община в Германии, в земле Бавария.
Подчиняется административному округу Верхняя Бавария. Входит в состав района Фрайзинг.  Население составляет 5615 человек (на 31 декабря 2010 года). Занимает площадь 54,99 км².

## Фотографии

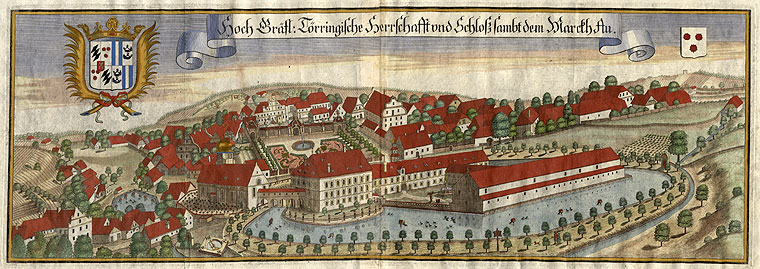
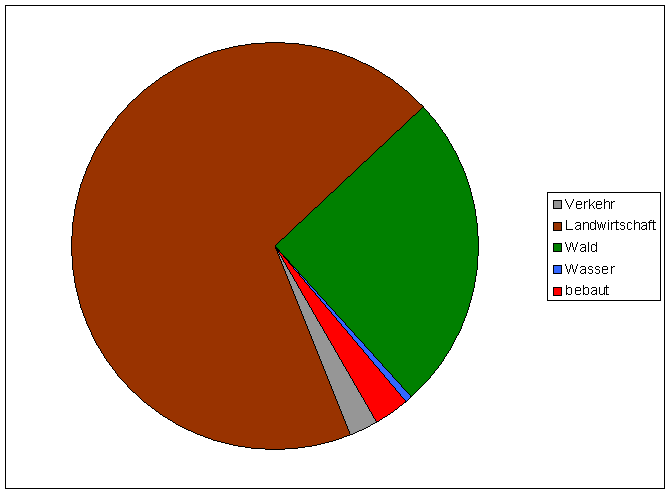
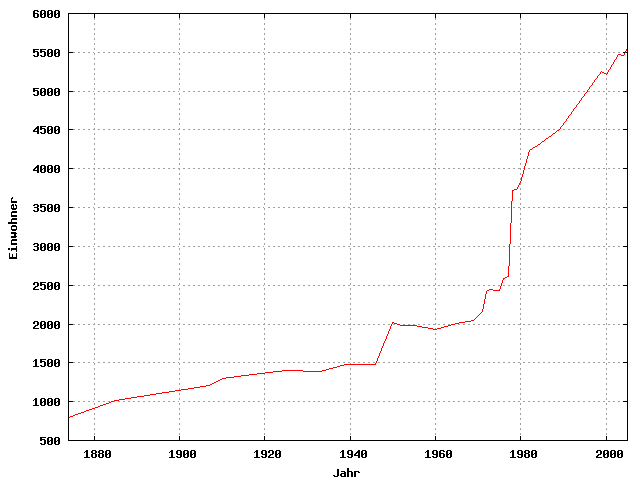
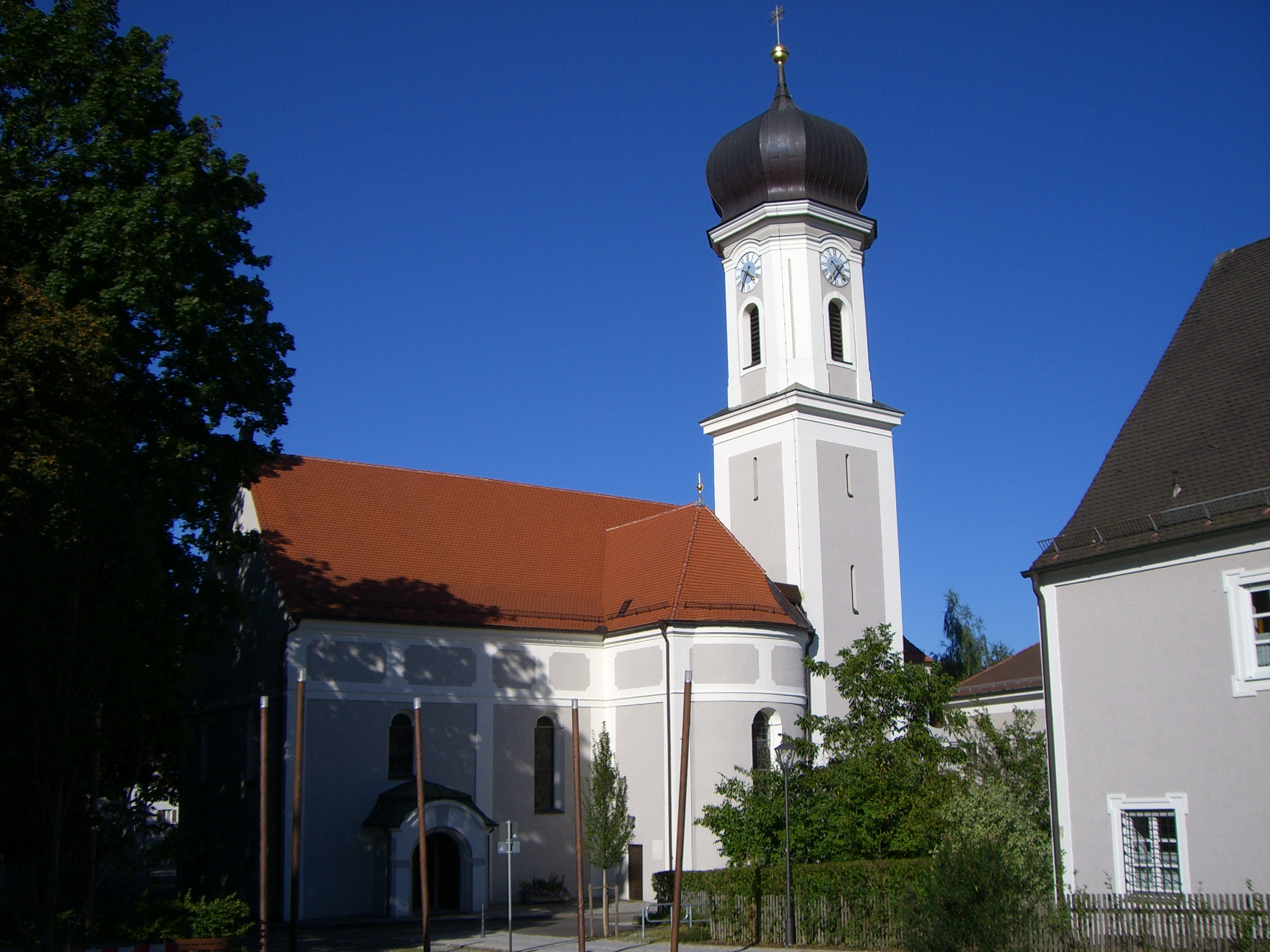
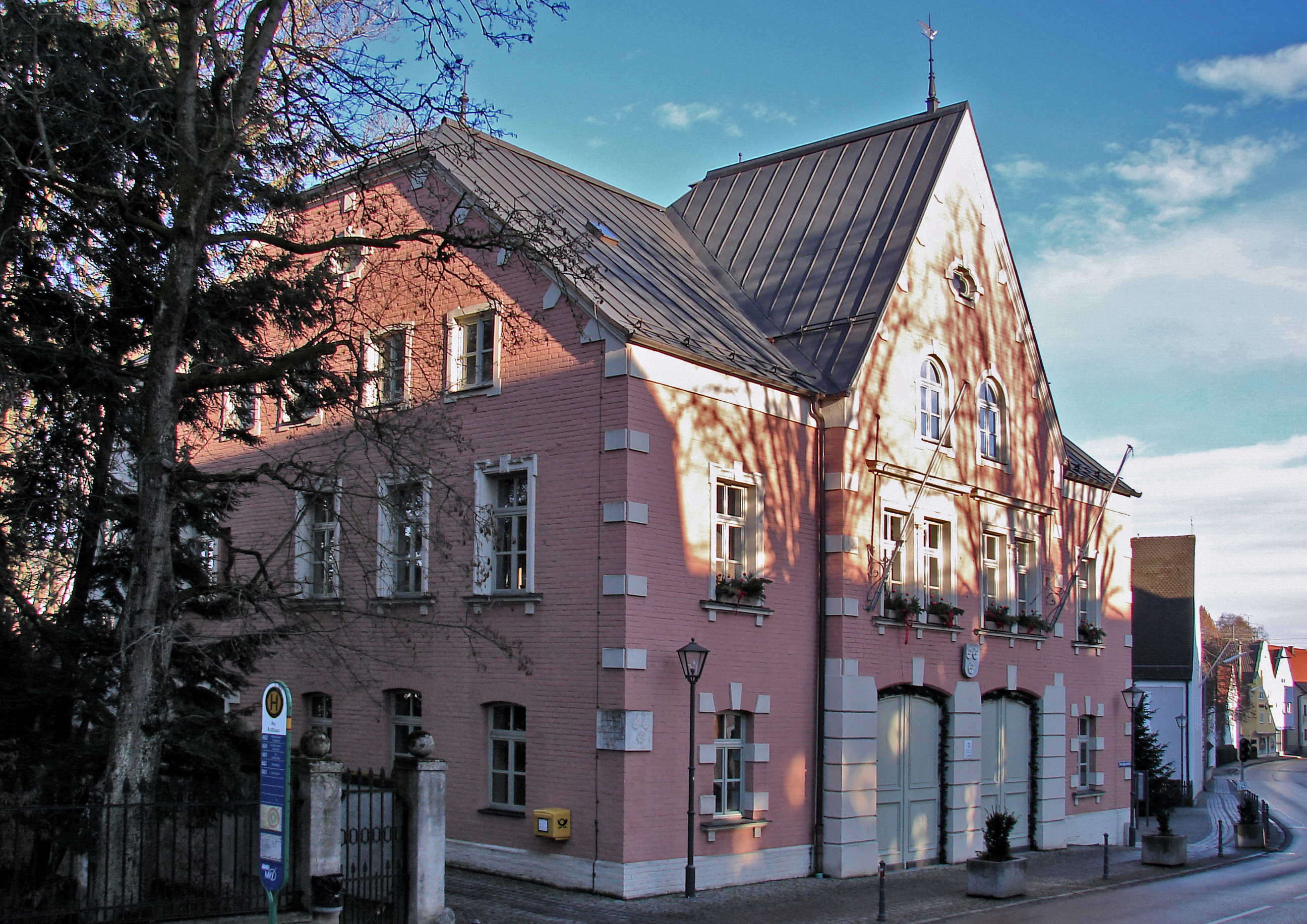
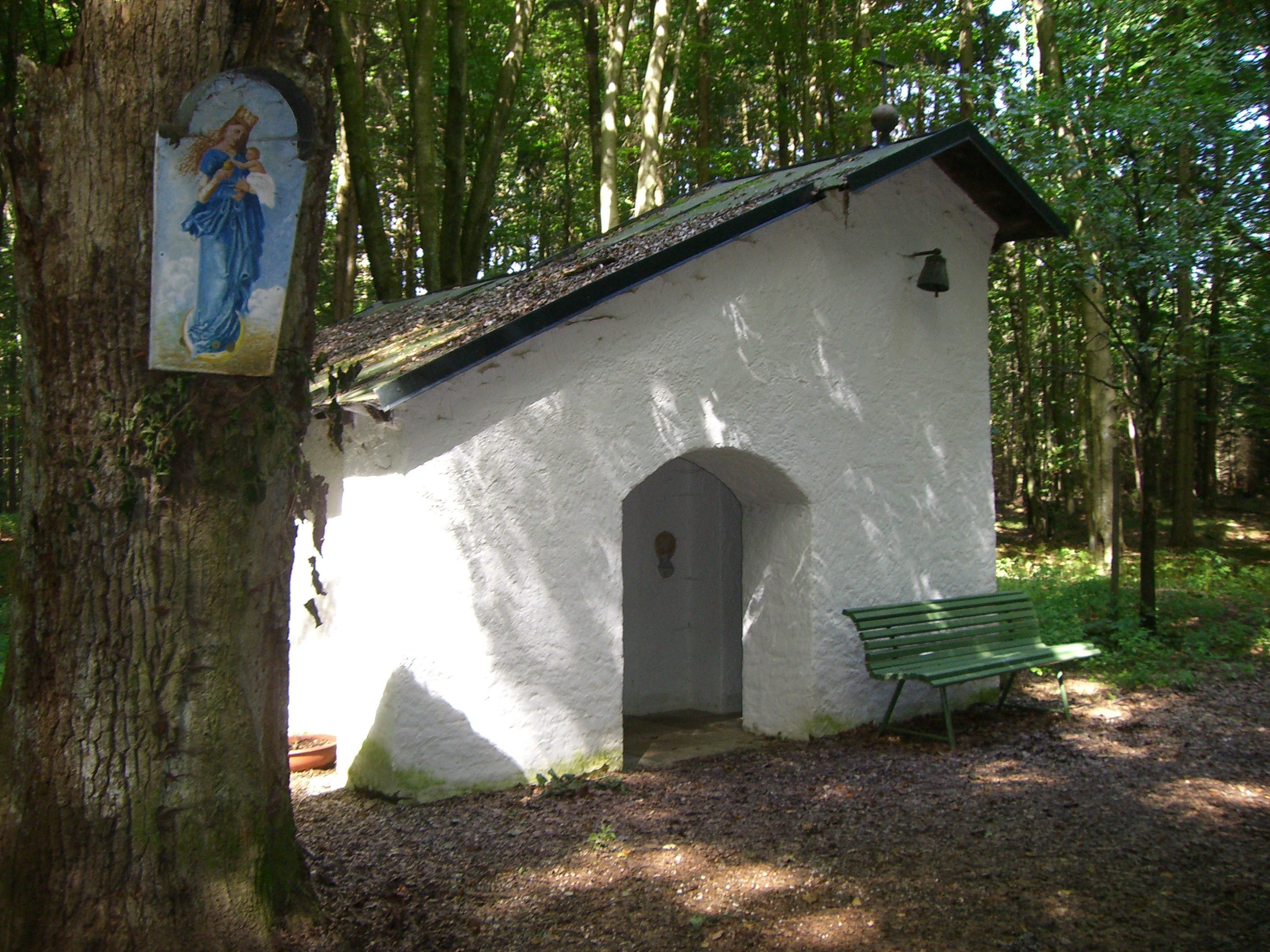
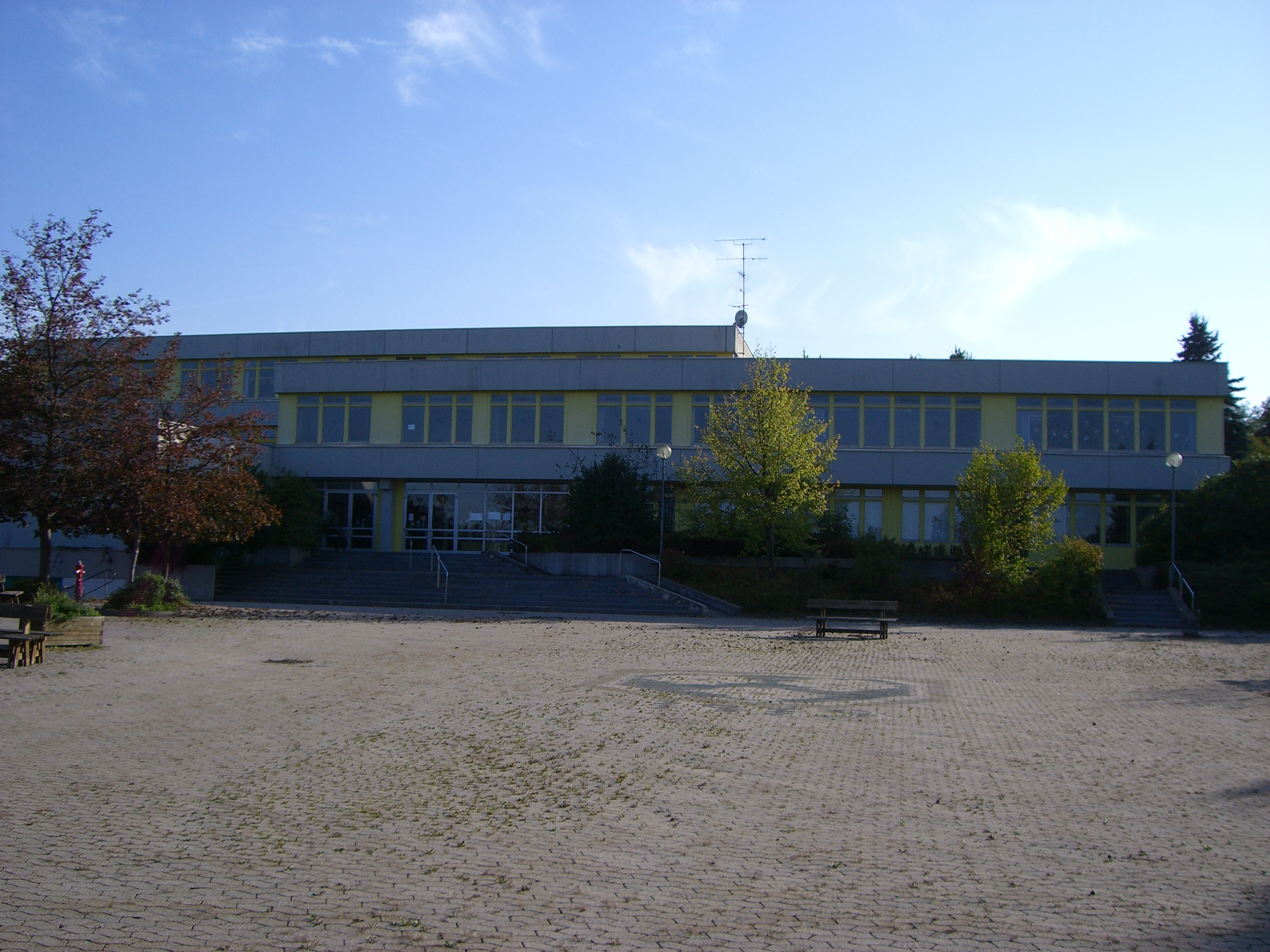
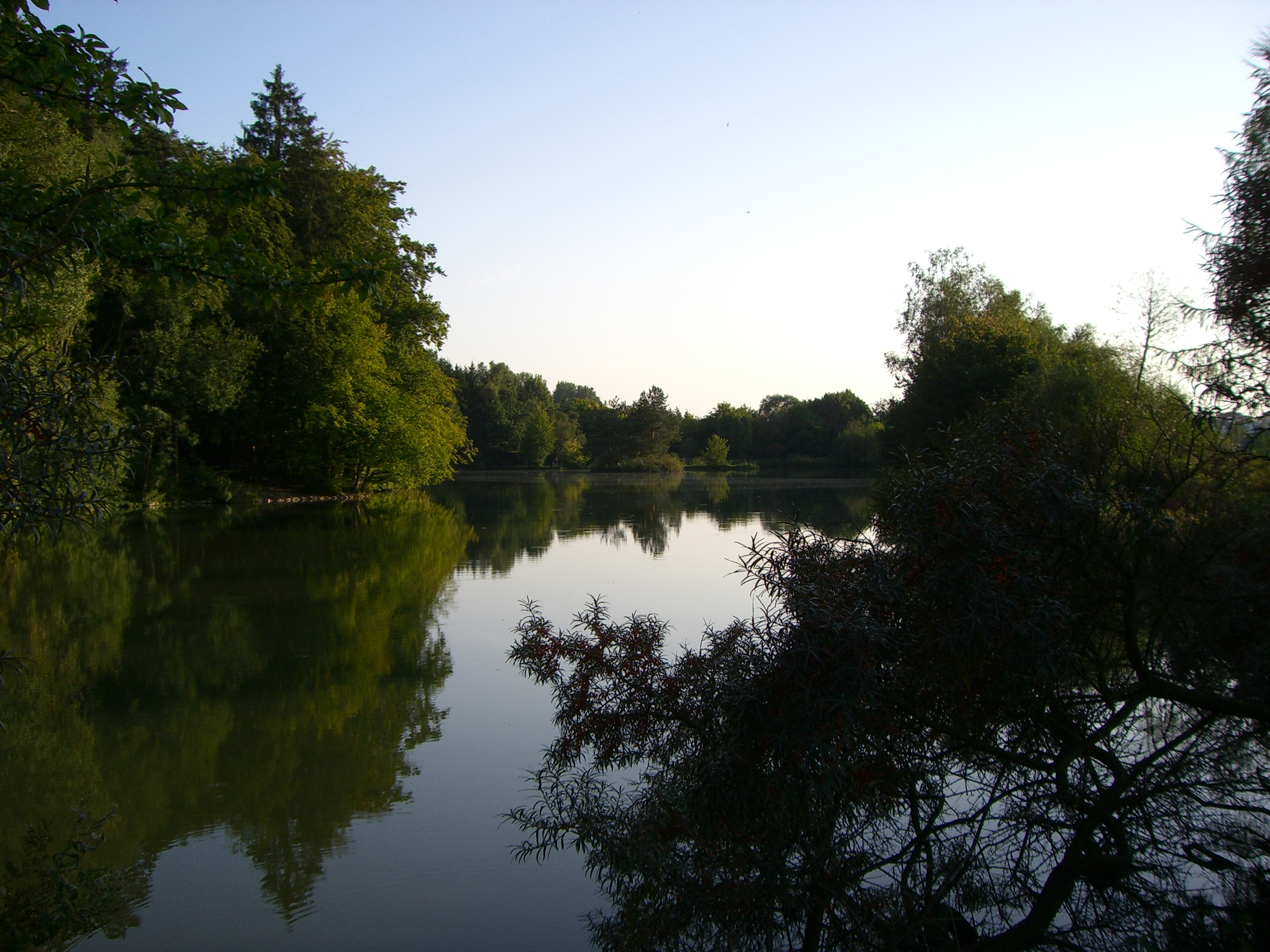